# 康保牧场
康保牧场是中华人民共和国河北省张家口康保县下辖的一个类似乡级单位。

## 行政区划
下辖以下地区：
康保牧场一分场生活区、康保牧场二分场生活区和康保牧场三分场生活区。